# Basílica de São Paulo Extramuros
Basílica Papal de São Paulo Extramuros (em italiano:  Basilica Papale di San Paolo fuori le Mura), chamada também de Basílica Papal de São Paulo fora dos Muros, é uma das quatro basílicas papais de Roma juntamente com a Arquibasílica de São João de Latrão, a Basílica de Santa Maria Maior e a Basílica de São Pedro e uma das sete igrejas de peregrinação de Roma. É uma das propriedades extraterritoriais da Santa Sé em território italiano e fora do Vaticano, localizada no quartiere Ostiense da capital. Isto significa que o território da basílica é inteiramente parte da Santa Sé e a Itália está legalmente obrigada a reconhecer a soberania papal no local e a conceder-lhe "imunidade concedida pelo Direito Internacional às sedes de agentes diplomáticos de estados estrangeiros".
Seu nome é uma referência à localização do edifício, do lado de fora da Muralha Aureliana que protegia Roma na época em que foi construída.
Como é uma basílica papal, São Paulo Fora da Muralha não tem um cardeal-presbítero nomeado protetor. Seu protetor é o arcipreste James Michael Harvey desde 2012.

## História
São Paulo fora da Muralha foi fundada pelo imperador romano Constantino I sobre o túmulo de São Paulo, exatamente no local onde, depois da decapitação do apóstolo, seus seguidores erigiram um tropaeum (troféu) conhecido como cella memoriae. Este primeiro edifício foi ampliado por Valentiniano I na década de 370.
Em 386, Teodósio I (r. 379–395) começou a construção de uma basílica muito maior e mais bonita, dotada de uma nave central ladeada por dois corredores de cada lado com um transepto; a obra, incluindo a suntuosa decoração em mosaico, só se completou no papado de Leão Magno (r. 440–461). Nesta época, São Paulo fora da Muralha era maior que a Antiga Basílica de São Pedro. O pota cristão Prudêncio, que a visitou na época do imperador Honório (r. 395–423), descreve o que viu em pouca linhas bastante expressivas. Como ela era dedicada também aos santos Taurino e Herculano, mártires de Óstia Antiga do século III, ela era conhecida na época como 'Basilica trium Dominorum ("Basílica dos Três Senhores").
Na época do papa São Gregório Magno (r. 590–604), a basílica foi bastante modificada. O piso foi elevado para que o altar-mor ficasse diretamente sobre o túmulo de São Paulo e uma passagem permitia que a sepultura fosse visitada. Nesta época havia dois mosteiros vizinhos: "Santo Aristo", para homens, e "Santo Estêvão", para mulheres. As missas eram celebradas por um corpo clerical especial criado pelo papa São Simplício (r. 468–483). Com o tempo, os mosteiros e o clero da basílica sofreram forte declínio até serem restaurados por São Gregório, que deixou a basílica sob os cuidados dos monges de Santo Aristo.
Como o edifício está do lado de fora da Muralha Aureliana, a basílica foi danificada pelo raide contra Roma pelos sarracenos em 846. Por isto, o papa João VIII (r. 872–882) fortificou a basílica, o mosteiro e as residências do povo vizinhas , formando uma cidade conhecida como "Giovannipoli" ("Joanopólis"), que existiu até 1348, quando um terremoto a destruiu completamente.
Em 937, quando Odão de Clúnia veio à Roma, Alberico II de Espoleto, patrício de Roma, entregou aos seus cuidados o mosteiro e a basílica que, por sua vez, nomeou Balduíno de Monte Cassino para dirigir o complexo. O papa Gregório VII foi abade do mosteiro e, na época, Pantaleão, um rico comerciante de Amalfi que vivia em Constantinopla, ofertou à basílica portas de bronze, moldadas por mestres constantinopolitanos e com uma oração do doador pedindo que lhe fossem abertas as "portas da vida". O papa Martinho V deixou-a aos cuidados dos monges beneditinos da Congregação de Monte Cassino e a transformou numa abadia territorial. A jurisdição do abade se estendia sobre os distritos de Civitella San Paolo, Leprignano e Nazzano, que já eram paróquias, enquanto que a paróquia da basílica propriamente dita ficou sob a jurisdição do cardeal-vigário.

### Incêndio
Em 15 de julho de 1823, um incêndio provocado pela negligência de um operário que trabalhava na cobertura de chumbo do telhado resultou na destruição quase completa da basílica, que, única entre todas as igrejas de Roma, tinha preservado seu formato original por 1 435 anos. Ela foi restaurada por Luigi Poletti e reaberta em 1840. Em 1855, foi reconsagrada pessoalmente pelo papa Pio IX acompanhado de cinquenta cardeais. O fim das obras levou mais tempo e muitos países contribuíram. O vice-rei do Egito enviou pilares de alabastro, o imperador da Rússia, as pedras-preciosas malaquita e lápis-lazúli para o sacrário. A obra na fachada principal de frente para o Tibre foi completada pelo governo italiano, que declarou a igreja um monumento nacional. Em 23 de abril de 1891, a explosão do depósito de pólvora do Forte Portuense destruiu todos os vitrais.

## Arquitetura e interior

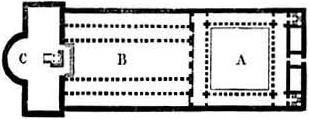
Planta da igreja: "A" - pórtico coberto rodeado por uma colunata; "B" - central ladeada por dois corredores de cada lado; "C" - abside e o transepto, com partes remanescentes da basílica pré-1823.

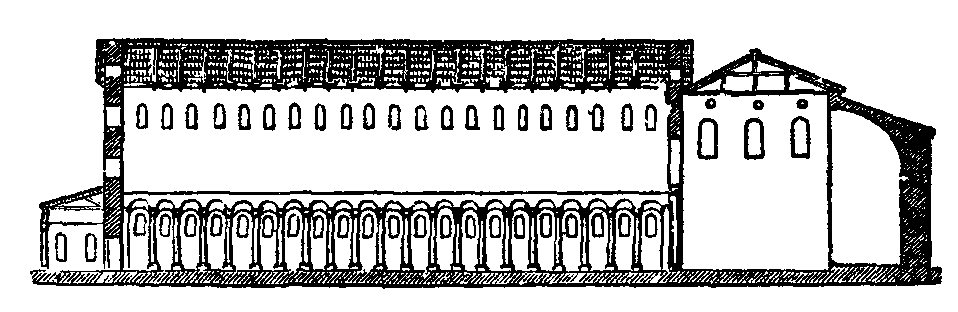
Vista lateral, com "C" à direita e "B" à esquerda. "A" não é visível.

O pórtico coberto que precede a fachada é uma adição neoclássica da reconstrução no século XIX. A porta do século XX incorpora o que restou da original constantinopolitana, que tinha cenas do Antigo e do Novo Testamento. À direita está a Porta Santa, que é aberta apenas durante um jubileu.
A nova basílica manteve a estrutura original de uma nave e quatro corredores, com 131 metros de comprimento, 65 metros de largura e quase 30 metros de altura no interior, a segunda maior igreja de Roma.
As oitenta colunas da nave e o teto decorado em estuque são do século XIX. Tudo o que restou da antiga basílica é a parte interior da abside, inclusive o arco triunfal. O mosaico da semicúpula da abside, obra de Pietro Cavallini, foram quase totalmente perdido no incêndio e os fragmentos que restaram foram incorporados na reconstrução. Já os mosaicos do arco são originais do século V: uma inscrição na parte inferior atesta que foram feitos na época de Leão I e pagos por Gala Placídia. O tema é o Apocalipse de João, com o busto de Cristo no meio rodeado por 24 Doutores da Igreja e encimado pelos símbolos dos evangelistas. São Pedro e São Paulo estão à direita e à esquerda do arco, este último apontando para baixo (provavelmente para seu túmulo).
Na antiga basílica, cada papa tinha seu retrato num friso que se estendia sobre as colunas que separam os quatro corredores e a nave, mas foram quase todos perdidos e o que se vê hoje são versões do século XIX. As paredes do interior da nave foram também redecoradas com cenas da vida de São Paulo em dois mosaicos. O sacrário, de Arnolfo di Cambio, é de 1285.
Para o sul do transepto está o claustro, considerado "um dos mais belos da Idade Média". Construído pelos Vassalletto entre 1205 e 1241, é composto por colunas duplas de formatos diferentes. Algumas colunas estão incrustadas com tésseras de vidro dourado e colorido, uma forma de decoração que também pode ser vista na arquitrave e na estrutura interna do claustro. Estão ali também fragmentos da antiga basílica e sarcófagos antigos.

## Túmulo de São Paulo
De acordo com a tradição, o corpo de São Paulo foi enterrado a pouco menos de quatro quilômetros de seu martírio, num local à beira da Via Ostiense que pertencia a uma cristã chamada Lucina. Um tropeu foi erigido no local e logo se tornou um local de peregrinação e veneração.
Constantino I erigiu sua basílica no local onde ficava o tropeu e esta foi substituída no século IV pela basílica maior, destruída no século XIX. Nesta época, as relíquias de São Paulo, com exceção de sua cabeça, foram colocadas num sarcófago (conta a tradição que a cabeça está em São João de Latrão) sob uma laje de mármore na cripta da basílica, a pouco menos de 1,5 metros abaixo do altar-mor. Nela está inscrito "PAULO APOSTOLO MART ("a Paulo, apóstolo e mártir"). O sarcófago dentro do túmulo mede 2,55 m de comprimento, 1,25 m de largura e 1 m de altura.
A descoberta do sarcófago está mencionada na crônica do mosteiro beneditino anexo à basílica e se deu durante a reconstrução no século XIX. Ao contrário de outros sarcófagos encontrados na época, este não foi mencionado nos documentos da escavação.
Em 6 de dezembro de 2006, foi anunciado que arqueólogos do Vaticano confirmaram a presença de um sarcófago de mármore branco sob o altar, provavelmente contendo os restos do apóstolo. Uma conferência de imprensa realizada em 11 de dezembro forneceu mais detalhes sobre a escavação, que durou de 2002 até 22 de setembro de 2006, iniciada principalmente depois que os peregrinos à basílica demonstraram sua frustração ao saber que o túmulo do apóstolo não poderia ser visitado ou tocado durante o Grande Jubileu de 2000. O sarcófago não foi retirado de sua posição original e, por isso, apenas uma de suas duas estreitas laterais pode ser vista.
Uma linha curva de tijolos indicando o contorno da abside da basílica constantiniana foi descoberta para o "oeste" do sarcófago, o que demonstra que a basílica original tinha sua fachada na extremidade leste, como a moderna Basílica de São Pedro, no Vaticano, o que é o inverso do que acontece na maioria das igrejas. A basílica maior, de 386 e que a substituiu, tinha a Via Ostiense para o leste e se estendia em direção ao oeste, onde estava o Tibre, invertendo diametralmente a orientação da anterior.

## Galeria

Imagens da igreja
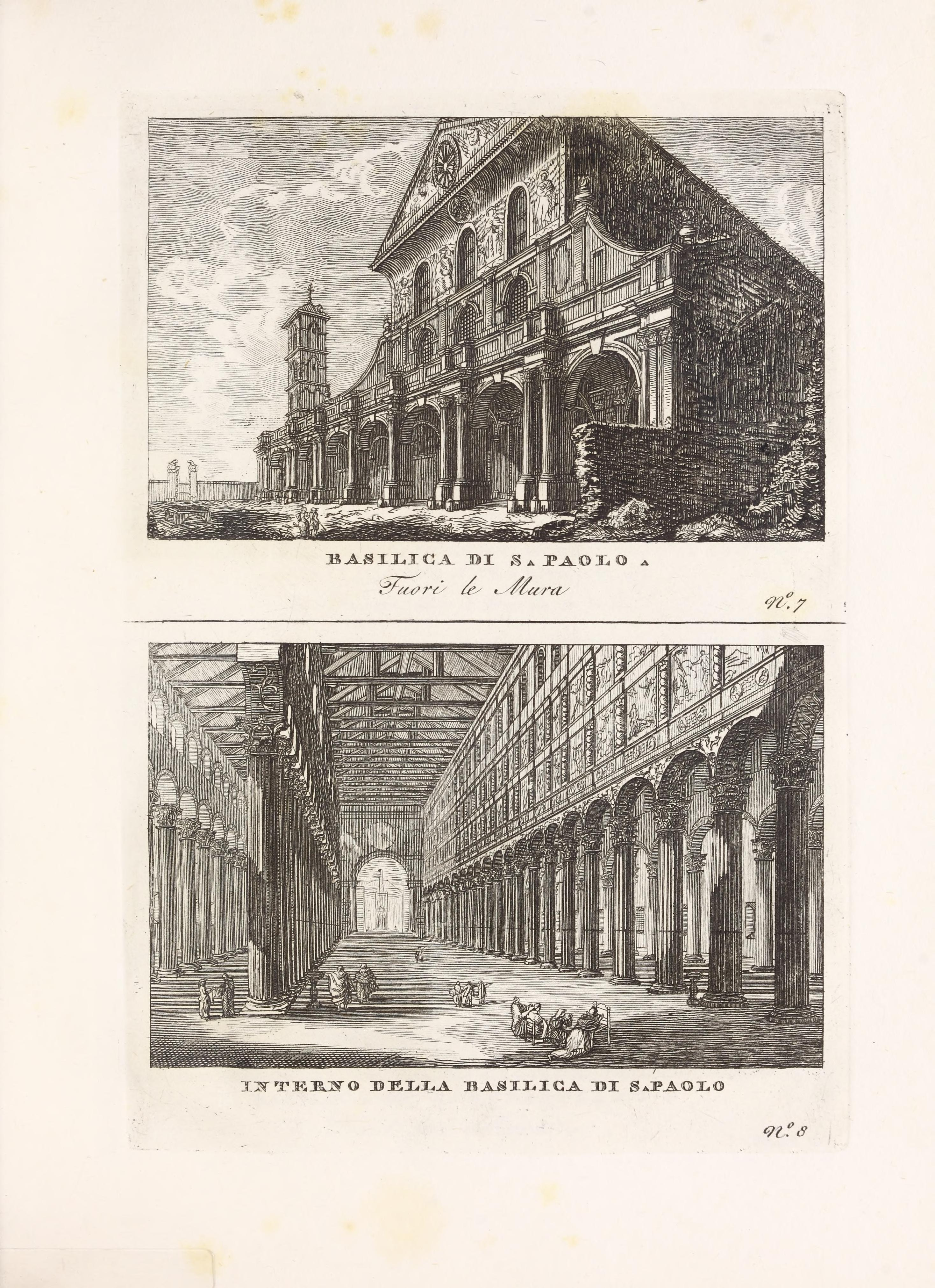
Gravura da basílica original antes do incêndio de 1823.
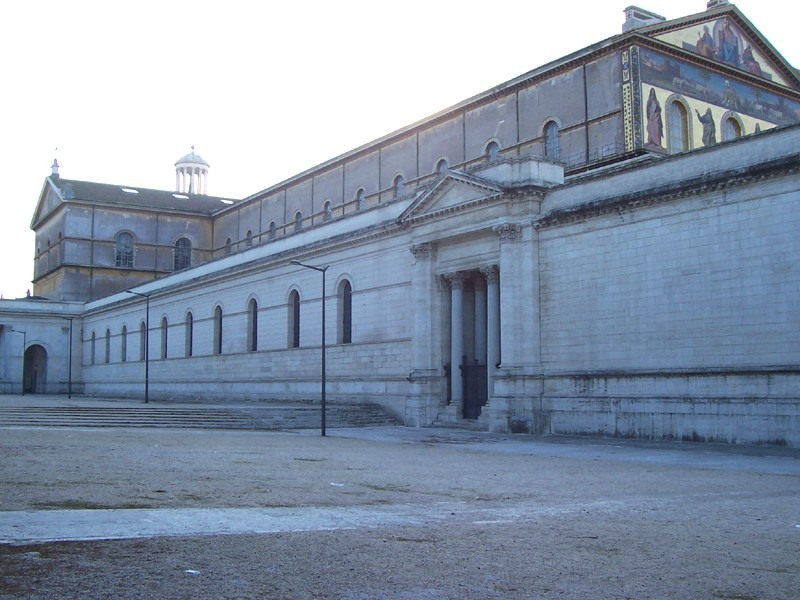
Vista lateral.
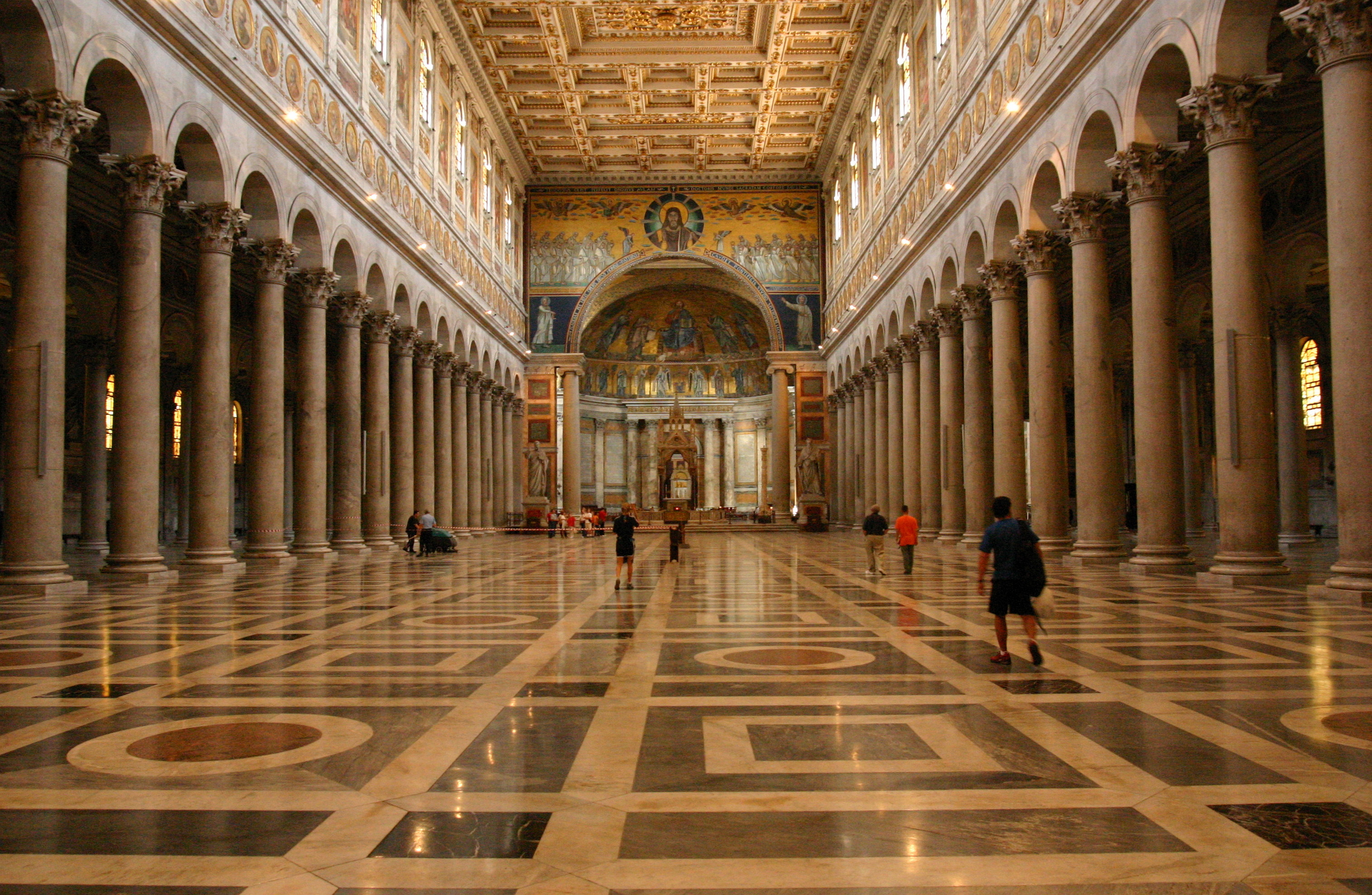
Vista do interior.
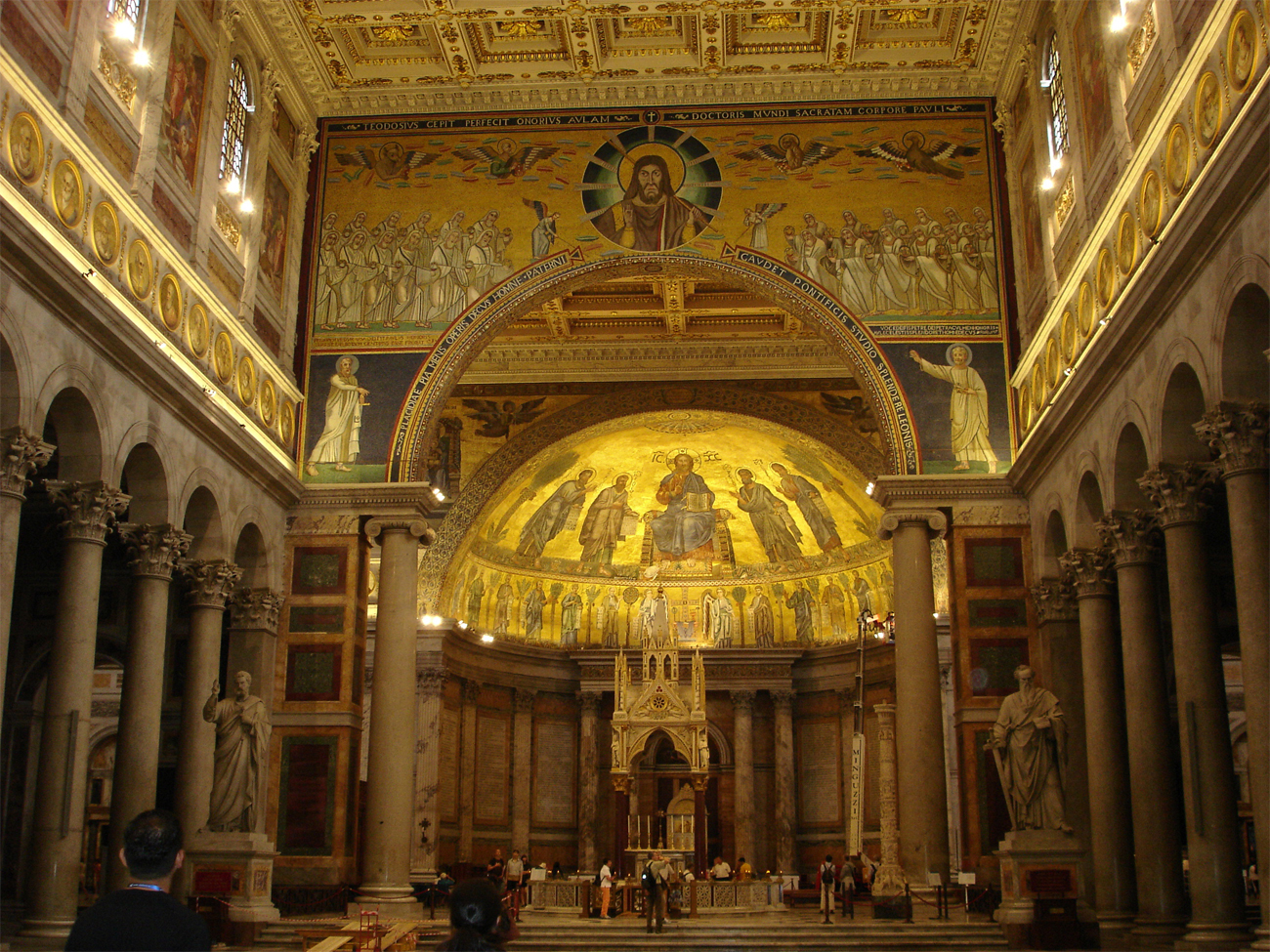
Detalhe do arco triunfal (original da basílica anterior), a abside e o altar-mor com seu baldaquino.
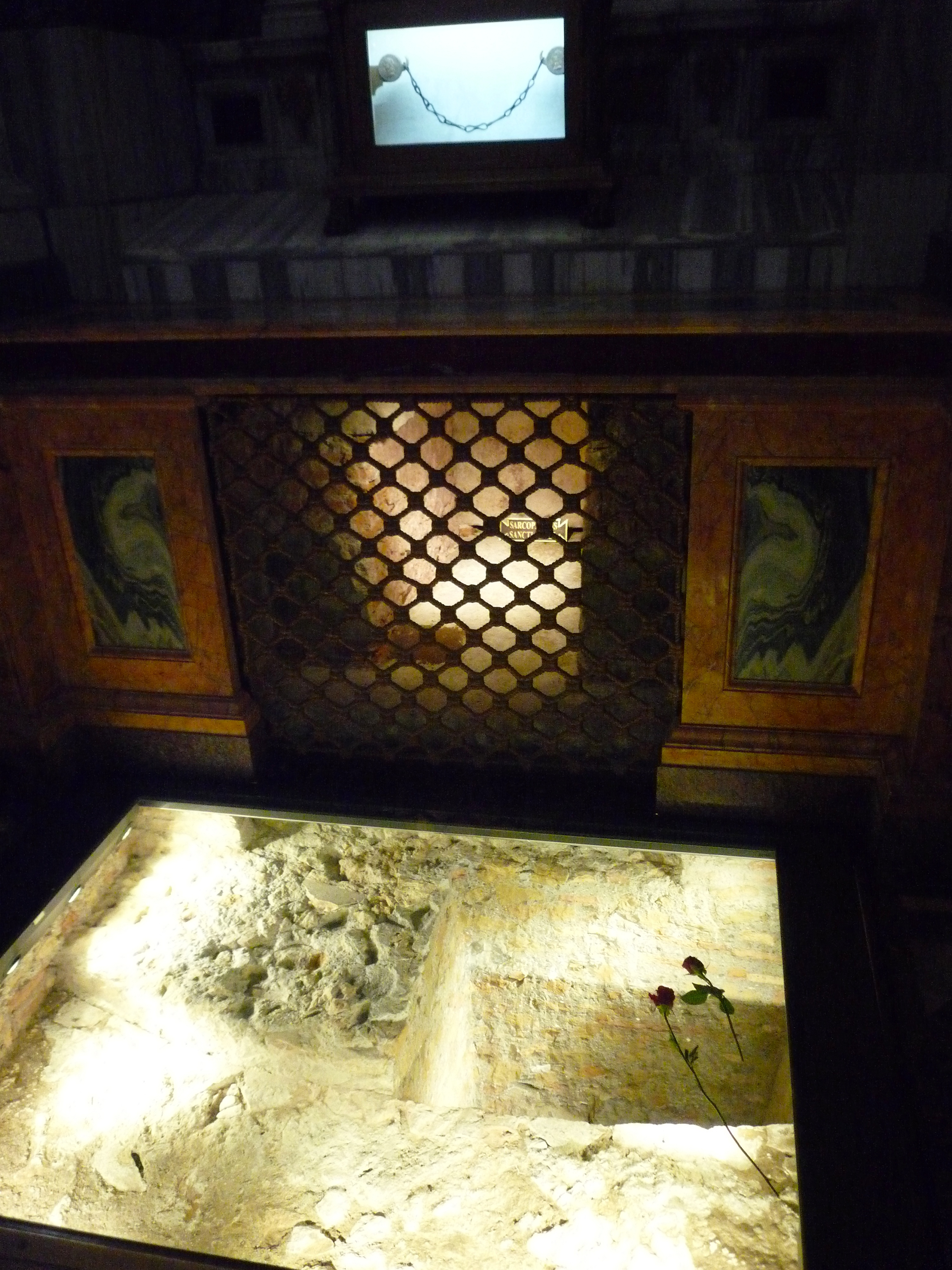
Túmulo de São Paulo sob o altar.